# Marios Iliopoulos
Marios Iliopoulos (en griego: Μάριος Ηλιόπουλος; Tesalónica, Macedonia; 16 de diciembre de 1969) es un músico y guitarrista griego, más conocido por fundar la banda de death metal melódico sueco/griega Nightrage, después de que su antigua banda, Exhumation se desintegrara.
Después de grabar tres álbumes con Exhumation (todos ellos producidos en Suecia), Marios sintió que era el momento para fundar una banda que le permitiera hacer realizar sus sueños más salvajes en cuanto a la música.
Marios fundó Nightrage junto con su amigo, el "guitar hero" Gus G. Muchas figuras de gran importancia dentro del metal han colaborado con la banda, como Tomas Lindberg, Nicholas Barker, Tom S. Englund, Mikael Stanne, Per Möller Jensen y el productor Fredrik Nordström.
Marios ha aparecido como invitado en álbumes de varios artistas como The Fifth Sun Dragonland, Dies Irae, Septic Flesh, Firewind, Scars of the Sun, Mystic Prophecy y Universum. Marios además ayudó a sus compañeros de la banda sueca de Death metal The Forsaken en una gira como bajista.

## Discografía

### Exhumation
- Seas of Eternal Silence (1997)
- Dance Across The Past (1998)
- Traumaticon (1999)

### Nightrage

#### Demos
- Demo (2001)
- Demo 2 (2002)
- Demo 3 (2002)

#### Álbumes
- Sweet Vengeance (2003)
- Descent into Chaos (2005)
- A New Disease Is Born (2007)
- Wearing A Martyr's Crown (2009)
- Insidious (2011)
- The Puritan (2015)
- The Venomous (2017)
- Wolf to Man (2019)

### Colaboraciones
- BLOODHUNTER - Bring Me Horror (2014)